# Chicagoland Speedway
Chicagoland Speedway é um circuito oval localizado na cidade de Joliet no estado americano de Illinois inaugurado em 2001. Sua principal característica é ser no formato tri-oval, mas possuir apenas 2 retas, o local onde seria a reta oposta na verdade é uma grande curva.
Possui 1,5 milhas ou 2,4 kms de extensão num formato tri-oval com inclinações de 18° nas curvas de maior raio, 11° na curva principal e 5° na reta oposta. A capacidade no circuito é de 75 mil espectadores.
Recebe anualmente uma etapa da NASCAR Sprint Cup, uma da Nationwide Series, uma da Camping World Truck Series e até 2010 recebia uma da Indy Racing League.